# The Story of Dr. Wassell
The Story of Dr. Wassell —conocida en español como La historia del Dr. Wassell y Por el valle de las sombras— es una película estadounidense de 1944 en Technicolor sobre la Segunda Guerra Mundial ambientada en las Indias Del este neerlandesas, dirigida por Cecil B. DeMille, y protagonizada por Gary Cooper, Laraine Day, Signe Hasso y Dennis O'Keefe. La película estuvo basada en un libro del mismo nombre del novelista y guionista James Hilton, su único libro de ficción.
El libro y la película están inspirados en las actividades del doctor de la Armada de los Estados Unidos, Corydon M. Wassell, quien fue citado por el presidente Roosevelt en una emisión radiofónica hecha en abril de 1942. La sección de esta emisión aparece hacia el final de la película.
Por su trabajo en esta película, Farciot Edouart, Gordon Jennings y George Dutton recibieron un nombramiento para el Premio de la Academia a Mejores Efectos Visuales.

## Sinopsis
Corydon M. Wassell, médico de la Marina de los Estados Unidos,  es transferido desde China a la isla de Java cuando su país entra en la Segunda Guerra Mundial. Cuando los japoneses toman la isla, Wassell desobedece las órdenes de retirarse y se queda valientemente cuidando de los heridos. Soportando la crueldad de las tropas japonesas y sus intensos bombardeos, recluta la ayuda de varios voluntarios y finalmente consigue evacuar a sus hombres hasta Australia, donde es recibido como un héroe y condecorado.

## Reparto
- Gary Cooper es Dr. Corydon M. Wassell
- Laraine Day es Madeleine.
- Signe Hasso es Bettina.
- Dennis O'Keefe es Benjamin 'Hoppy' Hopkins.
- Carol Thurston es Tremartini.
- Carl Esmond es el teniente Dirk Daal
- Paul Kelly es Murdock.
- Elliott Reid es William 'Andy' Anderson.
- Stanley Ridges es el comandante William B. 'Bill' Goggins
- Renny McEvoy es Johnny Leeweather.
- Oliver Thorndike es Alabam.
- Philip Ahn es Ping.
- Barbara Britton es Ruth.

## Producción
Se anunció que Yvonne de Carlo interpretaría a una enfermera.
De Mille quiso a Alan Ladd para el papel de Hoppy pero estaba haciendo el servicio militar.

## Recepción
La película fue un éxito de taquilla. Fue la séptima película más popular del año en Australia en 1945. También fue la quinta película más popular de 1946 en Francia con admisiones de 5,866,693.
Adicionalmente esta obra cinemtográfica es valorada por la crítica como una de las mejores películas de Cecil B. DeMille.

## En cultura popular
En la novela de Truman Capote  Desayuno con diamantes, Holly Golightly va a hacer el casting para el papel de enfermera del Dr. Wassel, pero lo deja impulsivamente para irse a Nueva York.